# 13328 Guetter
13328 Guetter este un asteroid din centura principală de asteroizi.

## Descriere
13328 Guetter este un asteroid din centura principală de asteroizi. A fost descoperit pe 17 septembrie 1998 la Stația Anderson Mesa în cadrul programului LONEOS. Asteroidul prezintă o orbită caracterizată de o semiaxă mare de 3,03 ua, o excentricitate de 0,11 și o înclinație de 4,3° în raport cu ecliptica.